# G. P. Reverberi - Rondò Veneziano
G. P. Reverberi - Rondò Veneziano è un album dei Rondò Veneziano pubblicato il 7 novembre 1992 dalla DDD - La Drogueria di Drugolo-Cleo Music AG e distribuito dalla BMG.

## Descrizione
L'album contiene dodici brani inediti e due nuove versioni de La Serenissima e Rondò veneziano registrate per l'occasione in formato DDD. La fotografia in copertina è dell'Agenzia Laura Ronchi e TWS; la grafica e il logo del gruppo sono dello Studio Anastasia di Flora Sala.
È stato distribuito come Stagioni di Venezia in Germania, Austria e Svizzera dalla BMG Ariola. L'illustrazione in copertina è della Ilko-Film; la grafica è di Nedad Djordjevic.
Dall'album è stato estratto il singolo Stagioni di Venezia/Murano. 

### Formazione
- Gian Piero Reverberi - direttore d'orchestra, pianoforte, tastiere
- Ossi Schaller (accreditato come Ozzy Shaller) - chitarra elettrica

### Registrazione
- Pilot Studios, Arco Studios di Monaco di Baviera
  - Klaus Strazicky - ingegnere del suono
- Pilot Studios di Monaco di Baviera
  - Gian Piero Reverberi, Klaus Strazicky - missaggio

## Tracce
Tutti i brani sono editi dalla Cleo Music AG ad eccezione di Rondò veneziano (Televis Edizioni Musicali/PolyGram Italia e Abramo Allione Edizioni Musicali) e La Serenissima (Televis Edizioni Musicali/PolyGram Italia e Reverberi Edizioni Musicali/La Chiocciola).
1. Stagioni di Venezia (Gian Piero Reverberi e Ivano Pavesi) - 3:11
2. Riverberi (Gian Piero Reverberi e Ivano Pavesi) - 3:12
3. Il palio (Gian Piero Reverberi e Ivano Pavesi) - 3:02
4. Antichi ricordi (Gian Piero Reverberi e Ivano Pavesi) - 3:49
5. Via vai (Gian Piero Reverberi e Ivano Pavesi) - 3:20
6. Corteo dei dogi (Gian Piero Reverberi e Ivano Pavesi) - 4:32
7. Rondò veneziano[1] (Gian Piero Reverberi e Laura Giordano) - 3:20
8. Burano (Gian Piero Reverberi e Ivano Pavesi) - 3:19
9. Voli e vele (Gian Piero Reverberi e Ivano Pavesi) - 3:06
10. Ponte dei Sospiri (Gian Piero Reverberi e Ivano Pavesi) - 4:14
11. Nonna favola (Gian Piero Reverberi e Ivano Pavesi) - 2:54
12. Murano (Gian Piero Reverberi e Ivano Pavesi) - 3:21
13. Nuvole a colori (Gian Piero Reverberi e Ivano Pavesi) - 4:32
14. La Serenissima[2] (Gian Piero Reverberi e Laura Giordano) - 2:12